# شيرلي كيلوغ
شيرلي كيلوغ (بالإنجليزية: Shirley Kellogg)‏ هي مغنية وممثلة أمريكية، (ولدت في مينيابوليس في الولايات المتحدة 1888  م).

## وصلات خارجية
- شيرلي كيلوغ على موقع قاعدة بيانات برودواي على الإنترنت (الإنجليزية)
- شيرلي كيلوغ على موقع ديسكوغز (الإنجليزية)